# Lenka Voštová
Lenka Voštová, rozená Mechlová (* 9. ledna 1990, Ostrov) je bývalá česká reprezentantka v orientačním běhu a lyžařském orientačním běhu.
Orientační běh vyzkoušela poprvé v osmi letech, kdy začala běhat za oddíl OK Potůčky. Během svého studia na sportovním gymnáziu v Jilemnici závodila za klub OK Jilemnice. Velkých úspěchů dosáhla již v juniorském věku. Ve dvou juniorských mistrovstvích světa (JWSOC) získala se štafetou medaili a na juniorském evropském poháru v orientačním běhu 4. místo na klasické trati. V roce 2018 byla jako osmadvacetiletá nominována na mistrovství Evropy do bulharského Velingradu, kde na klasické trati obsadila 9. místo (nejlepší z českých závodnic). V Českém poháru pravidelně obsazuje nejvyšší příčky.
V současné době běhá za klub OK Slavia Hradec Králové. Vystudovala UK FTVS v Praze.

## Sportovní kariéra - lyžařský orientační běh

### Umístění na MS, ME, SP
| Mistrovství světa   | Mistrovství světa | Mistrovství světa | Mistrovství světa | Mistrovství světa |
|                     | Sprint            | Middle            | Long              | Relay             |
| ------------------- | ----------------- | ----------------- | ----------------- | ----------------- |
| Švédsko 2019, Piteå | 19. místo         | 10. místo         | 23. místo         | 6. místo          |

| Mistrovství Evropy          | Mistrovství Evropy | Mistrovství Evropy | Mistrovství Evropy | Mistrovství Evropy | Mistrovství Evropy |
|                             | Sprint             | Middle             | Long               | Relay              | Mix relay          |
| --------------------------- | ------------------ | ------------------ | ------------------ | ------------------ | ------------------ |
| Velingrad 2018              | 20. místo          | 21. místo          | 9. místo           |                    | 17. místo          |
| Sarıkamış 2019, Turecko     | 22. místo          | 8. místo           | 8. místo           | 5. místo           | 7. místo           |
| Chanty-Mansijsk 2020, Rusko | 13. místo          | 5. místo           | 20./21. místo      | 4. místo           | 6. místo           |

| Světový pohár   | Světový pohár | Světový pohár | Světový pohár | Světový pohár |
|                 | Sprint        | Middle        | Long          | Mix relay     |
| --------------- | ------------- | ------------- | ------------- | ------------- |
| Craftsbury 2018 | 13. místo     | 11. místo     | 15. místo     | 8. místo      |

| Mistrovství světa juniorů | Mistrovství světa juniorů | Mistrovství světa juniorů | Mistrovství světa juniorů | Mistrovství světa juniorů |
|                           | Sprint                    | Middle                    | Long                      | Relay                     |
| ------------------------- | ------------------------- | ------------------------- | ------------------------- | ------------------------- |
| Rusko 2006                | 17. místo                 | 15. místo                 | 14. místo                 | 3. místo                  |
| Rakousko 2007             | 26. místo                 | 17. místo                 | 11. místo                 | 2. místo                  |

### Umístění na MČR
| Mistrovství České republiky v lyžařském orientačním běhu | Mistrovství České republiky v lyžařském orientačním běhu | Mistrovství České republiky v lyžařském orientačním běhu | Mistrovství České republiky v lyžařském orientačním běhu | Mistrovství České republiky v lyžařském orientačním běhu | Mistrovství České republiky v lyžařském orientačním běhu |
| Ročník                                                   | Kategorie                                                | Klasická trať                                            | Krátká trať                                              | Sprint                                                   | Štafety                                                  |
| -------------------------------------------------------- | -------------------------------------------------------- | -------------------------------------------------------- | -------------------------------------------------------- | -------------------------------------------------------- | -------------------------------------------------------- |
| MČR 2013                                                 | D21 – ženy                                               | 4. místo                                                 |                                                          |                                                          |                                                          |
| MČR 2015                                                 | D21 – ženy                                               | 5. místo                                                 | 4. místo                                                 | 4. místo                                                 | 3. místo                                                 |
| MČR 2016                                                 | D21 – ženy                                               |                                                          | 8. místo                                                 |                                                          |                                                          |
| MČR 2017                                                 | D21 – ženy                                               |                                                          | 3. místo                                                 | 4. místo                                                 | 3. místo                                                 |
| MČR 2018                                                 | D21 – ženy                                               | 2. místo                                                 | 3. místo                                                 | 3. místo                                                 | 2. místo                                                 |
| MČR 2019                                                 | D21 – ženy                                               | 1. místo                                                 | 2. místo                                                 | 2. místo                                                 | 1. místo                                                 |
| MČR 2020                                                 | D21 – ženy                                               | 2. místo                                                 |                                                          | 2. místo                                                 | 1. místo                                                 |

## Sportovní kariéra - orientační běh

### Umístění na MS
| Mistrovství světa    | Sprint | Middle    | Long      | Štafety |
| -------------------- | ------ | --------- | --------- | ------- |
| Østfold 2019, Norsko | X      | 15. místo | 29. místo | X       |

### Umístění na ME
| Mistrovství Evropy | Sprint | Middle    | Long | Štafety   |
| ------------------ | ------ | --------- | ---- | --------- |
| Cadempino 2018     | X      | 43. místo | X    | 14. místo |

### Umístění na MČR
| Mistrovství České republiky v orientačním běhu | Mistrovství České republiky v orientačním běhu | Mistrovství České republiky v orientačním běhu | Mistrovství České republiky v orientačním běhu | Mistrovství České republiky v orientačním běhu | Mistrovství České republiky v orientačním běhu | Mistrovství České republiky v orientačním běhu | Mistrovství České republiky v orientačním běhu | Mistrovství České republiky v orientačním běhu |
| Ročník                                         | Kategorie                                      | Klasická trať                                  | Krátká trať                                    | Sprint                                         | Dlouhá trať                                    | Noční                                          | Ranking                                        | Členství v klubu                               |
| ---------------------------------------------- | ---------------------------------------------- | ---------------------------------------------- | ---------------------------------------------- | ---------------------------------------------- | ---------------------------------------------- | ---------------------------------------------- | ---------------------------------------------- | ---------------------------------------------- |
| MČR 2004                                       | D16 – mladší dorostenky                        | 22. místo                                      | 28. místo                                      | 22. místo                                      |                                                |                                                |                                                | OK Potůčky                                     |
| MČR 2005                                       | D16 – mladší dorostenky                        | 14. místo                                      | 1. místo                                       | 15. místo                                      |                                                |                                                |                                                | OK Jilemnice                                   |
| MČR 2006                                       | D16 – mladší dorostenky                        | 1. místo                                       | 2. místo                                       | 4. místo                                       |                                                | 6. místo                                       | 755. místo                                     | OK Jilemnice                                   |
| MČR 2007                                       | D18 – starší dorostenky                        | 8. místo                                       | 8. místo                                       | 15. místo                                      | disk                                           |                                                | 409. místo                                     | OK Jilemnice                                   |
| MČR 2008                                       | D18 – starší dorostenky                        | 2. místo                                       | 2. místo                                       |                                                | 4. místo                                       |                                                | 611. místo                                     | OK Jilemnice                                   |
| MČR 2009                                       | D20 – juniorky                                 | 7. místo                                       | 4. místo                                       |                                                | 7. místo                                       | 5. místo                                       | 38. místo                                      | OK Jilemnice                                   |
| MČR 2010                                       | D20 – juniorky                                 | 6. místo                                       | 5. místo                                       | 7. místo                                       | 5. místo                                       | 4. místo                                       | 39. místo                                      | OK Slavia Hradec Králové                       |
| MČR 2011                                       | D21 – ženy                                     | 36. místo                                      | 18. místo                                      |                                                |                                                |                                                | 32. místo                                      | OK Slavia Hradec Králové                       |
| MČR 2012                                       | D21 – ženy                                     |                                                | 35. místo                                      |                                                |                                                | 9. místo                                       | 71. místo                                      | OK Slavia Hradec Králové                       |
| MČR 2013                                       | D21 – ženy                                     | 19. místo                                      | 39. místo                                      |                                                |                                                | 7. místo                                       | 39. místo                                      | OK Slavia Hradec Králové                       |
| MČR 2014                                       | D21 – ženy                                     |                                                | 19. místo                                      |                                                |                                                | 9. místo                                       | 39. místo                                      | OK Slavia Hradec Králové                       |
| MČR 2015                                       | D21 – ženy                                     | 23. místo                                      |                                                |                                                |                                                | 7. místo                                       | 27. místo                                      | OK Slavia Hradec Králové                       |
| MČR 2016                                       | D21 – ženy                                     | 13. místo                                      | 13. místo                                      |                                                |                                                | 9. místo                                       | 13. místo                                      | OK Slavia Hradec Králové                       |
| MČR 2017                                       | D21 – ženy                                     | 6. místo                                       | 4. místo                                       |                                                |                                                | 3. místo                                       | 2. místo                                       | OK Slavia Hradec Králové                       |
| MČR 2018                                       | D21 – ženy                                     | 5. místo                                       | 3. místo                                       | 12. místo                                      |                                                | 1. místo                                       | 5. místo                                       | OK Slavia Hradec Králové                       |
| MČR 2019                                       | D21 – ženy                                     |                                                | 4. místo                                       |                                                |                                                |                                                | 245. místo                                     | OK Slavia Hradec Králové                       |
| MČR 2020                                       | D21 – ženy                                     | 3. místo                                       | 3. místo                                       | 8. místo                                       |                                                |                                                | 49. místo                                      | OK Slavia Hradec Králové                       |

### Související očlánky
- Česká reprezentace v orientačním běhu